# Galerie Élysées-La-Boétie
La galerie Élysées-La-Boétie est une voie du 8e arrondissement de Paris, en France.

## Situation et accès
La galerie Élysées-La-Boétie est une voie située dans le 8e arrondissement de Paris. Elle débute au 52, avenue des Champs-Élysées et se termine au 109, rue La Boétie.

## Origine du nom

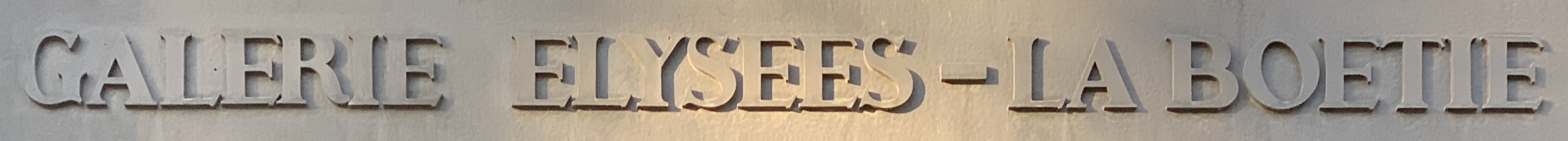
Inscription de la voie.

Le passage est ainsi nommé car il relie l'avenue des Champs-Élysées à la rue La Boétie.

## Historique
Jusqu'en 1928, le site est occupé par l'hôtel de Massa. Après le transfert de l'hôtel particulier en 1928 à son emplacement actuel, André Arfvidson construit de 1929 à 1931 un bâtiment pour la First citybank of New York. Au rez-de-chaussée, l'immeuble est coupé par un passage public couvert qui relie l'avenue des Champs-Élysées à la rue La Boétie. Des boutiques sont aménagés en bordure de ce passage,. 
La galerie est fermée définitivement lors de la restauration du bâtiment d'André Arfvidson afin d'y installer les Galeries Lafayette Champs-Élysées, inaugurées en 2019.